# گالین دیموف
گالین دیموف (بلغاری: Галин Димов؛ زادهٔ ۲۹ اکتبر ۱۹۹۰) بازیکن فوتبال اهل بلغارستان است.